# 王與齡
王與齡（1508年—1564年），字受甫、壽夫，號湛泉，山西平陽府吉州鄉寧縣人，明朝政治人物。

## 生平
嘉靖七年（1528年）戊子科山西鄉試舉人，八年（1529年）与兄王培齡同登己丑科三甲177名進士，十年授蘇州府推官，十三年擢升戶部湖廣司主事，調吏部驗封司，歷考功司、文選司，十五年升稽勳司員外郎，十六年歸省，尋丁父憂。十九年服除，復原職。嘉靖二十一年（1542年）升吏部文選司郎中。當時大學士翟鑾為禮部主事張惟一求官吏部，嚴嵩為監生錢可教求官東陽縣知縣，俱書抵到王與齡處。王與齡與員外郎吳伯亨，主事李大魁、周鈇，一同告訴尚書許讚，並呈奏疏。當時嘉靖帝器重嚴嵩，於是指責許讚，并除名王與齡，吳伯亨等人外調。給事中周怡論救，被廷杖繫獄。御史徐宗魯等進言，皆被奪俸祿。自此，各司官員以王與齡為戒，不再敢與嚴嵩對抗。王與齡被罷免後，歸鄉自得，當地人稱讚他與韓文、陶琰、張潤為“平陽四賢”。家居二十餘年後去世。

## 家族
曾祖王睿；祖父王文，承德郎、彰德府通判；父王爵，薊州知州。前母閻氏，贈安人；母李氏。重慶下。兄王延齡、王培齡（同科進士），弟王永齡。

## 延伸阅读
[在维基数据编辑]
 《國朝獻徵錄·卷之二十六》，出自焦竑《國朝獻徵錄》
 《明史卷二百〇七》，出自《明史》